# Spilosoma sparsipunctata
Spilosoma sparsipunctata är en fjärilsart som beskrevs av Rothschild 1910. Spilosoma sparsipunctata ingår i släktet Spilosoma och familjen björnspinnare. Inga underarter finns listade i Catalogue of Life.